# Miristoil-KoA 11-(Z) desaturaza
Miristoil-KoA 11- desaturaza (EC 1.14.99.32, n-tetradekanoil-2 oksidoreduktaza (11- desaturacija)) je enzim sa sistematskim imenom n-tetradekanoil-KoA,NAD(P)H:O2 oksidoreduktaza (11- desaturacija). Ovaj enzim katalizuje sledeću hemijsku reakciju
miristoil-KoA + + + O2 {\displaystyle \rightleftharpoons } (Z)-11-tetradecenoil-KoA + 2O
Ovaj enzim učestvuje u sintezi seks feromona kod moljaca Spodoptera littoralis.

## Literatura
- Nicholas C. Price; Lewis Stevens (1999). Fundamentals of Enzymology: The Cell and Molecular Biology of Catalytic Proteins (Third изд.). USA: Oxford University Press. ISBN 019850229X.
- Eric J. Toone (2006). Advances in Enzymology and Related Areas of Molecular Biology, Protein Evolution (Volume 75 изд.). Wiley-Interscience. ISBN 0471205036.
- Branden C; Tooze J. Introduction to Protein Structure. New York, NY: Garland Publishing. ISBN 0-8153-2305-0.
- Irwin H. Segel. Enzyme Kinetics: Behavior and Analysis of Rapid Equilibrium and Steady-State Enzyme Systems (Book 44 изд.). Wiley Classics Library. ISBN 0471303097.

## Spoljašnje veze
- Myristoyl-CoA+11-(Z)+desaturase на 